# 니미역
니미역(일본어: 新見駅, にいみえき)는 일본 오카야마현 니미시에 있는 철도역이다.

## 타는 곳
| 1 | ■ 게이비 선       | 도조・빈고오치아이 방면                                    |
| 2 | ■ 기신 선         | 주코쿠카쓰야마・쓰야마 방면                                |
| 3 | ■ 하쿠비 선(상행) | 빗추타카하시・구라시키・오카야마 방면                      |
| 4 | ■ 하쿠비 선       | (하행)쇼야마・요나고・이즈모시 방면                        |
| 4 | ■ 하쿠비 선       | (상행) 빗추타카하시・구라시키・오카야마 방면 (일부 열차만) |

## 역사
- 1928년 10월 25일 - 영업 개시.